# Goodellovo znamení
Goodellovo znamení (anglicky: Goodell's sign) je v medicíně jednou z pravděpodobných známek těhotenství (tj. na jednu stranu objektivní známka těhotenství, na druhou stranu ne jeho průkaz). Projevuje se zhruba v 6. až 8. týdnu těhotenství významným změkčením tkáně vaginální části děložního hrdla, které se zjišťuje palpačním vyšetřením. Jde o eponymní klinický příznak pojmenovaný po americkém gynekologovi Williamu Goodellovi.